# جام جم آنلاین
جام جم آنلاین یک وب‌گاه خبری ایرانی است که به مؤسسه جام جم تعلق دارد و در ۱۹ مهر ۱۳۸۱ به عنوان نخستین روزنامه سایبری ایران آغاز به‌کار کرد. این وب‌گاه نسخه‌ای اینترنتی از روزنامه جام جم را نیز ارائه می‌دهد.